# Villa Marigola
La villa Marigola è un edificio storico situato nel comune di Lerici, in provincia della Spezia. Costruita sulla sommità del promontorio che separa le due insenature di Lerici e di San Terenzo, è circondata da un fitto bosco di lecci e offre una delle vedute più affascinanti sul golfo dei Poeti.

## Storia e descrizione
Il primo edificio risale alla seconda metà del XVIII secolo e fu costruito per volontà dei marchesi Ollandini come luogo di villeggiatura. 
Secondo l'usanza ligure, sulla terrazza in prossimità dell'edificio padronale era un "giardino di agrumi"; ad esso si univa il fondo agricolo, coltivato a vite e olivo, in declivio fino alla sottostante scogliera.
Nel successivo XIX secolo, con il diffondersi del gusto dei giardini all'inglese, un'ampia porzione del parco viene trasformata in un parco romantico con percorsi che conducono a vedute scenografiche su Lerici, San Terenzo, Portovenere, la Palmaria e le altre isole dell'arcipelago Spezzino.
Ancora oggi la bellezza dei giardini di villa Marigola ha permesso che qui venissero realizzati eventi e manifestazioni durante tutto l'arco dell'anno.
Nel 1836 ne diventano proprietari i fiorentini marchesi Maccarani; successivamente nel 1888 la villa passa al banchiere inglese Reginald Jenkin Pearse nel 1888. La villa viene così ad assumere una nuova valenza culturale ed internazionale, frequentata da membri della nobiltà come l'imperatrice Vittoria di Sassonia-Coburgo-Gotha (figlia primogenita della regina Vittoria d'Inghilterra) e famosi artisti come il pittore svizzero Arnold Böcklin; un'area del parco è infatti chiamata "giardino di Böcklin" poiché è propriamente ispirata alle tematiche della sua pittura: il bosco sacro ed il mito di Pan. Ai primi del Novecento la sua proprietà passa ai marchesi Magni Griffi.
Nel 1926 la proprietà viene acquistata dall'armatore lericino Giovanni Battista Bibolini, che incarica all'architetto Franco Oliva di realizzare un progetto di ampliamento dell'edificio. Oliva, collaborando con lo scrittore Ettore Cozzani, vi trasfonde le istanze culturali dei primi decenni del secolo. In questa occasione il secolare giardino d'agrumi sulla grande terrazza viene modificato adottandovi le sinuose geometrie del giardino all'italiana.
Villa Marigola nel 1979 è divenuta proprietà dalla Cassa di Risparmio della Spezia e ha trovato una sua nuova valorizzazione come centro di manifestazioni culturali e di congressi.
Nel comprensorio della villa si trova anche un edificio a forma di castello, detto la Torretta, dove nei primi anni del XX secolo fu a lungo ospite il drammaturgo pratese Sem Benelli che qui scrisse la sua opera più famosa, La cena delle beffe, e trovò l'ispirazione per il compimento del Mantellaccio e dell'Amore dei tre re.